# 1,1-Difluor-1-klóretán
Az 1,1-difluor-1-klóretán, más néven Freon 142b halogénezett szénhidrogén, képlete CH3CClF2. Elsősorban hűtőközegként használják.

## Fordítás
Ez a szócikk részben vagy egészben  a(z)   1-Chloro-1,1-difluoroethane című angol Wikipédia-szócikk ezen változatának fordításán alapul.  Az eredeti cikk szerkesztőit annak laptörténete sorolja fel. Ez a jelzés csupán a megfogalmazás eredetét és a szerzői jogokat jelzi, nem szolgál a cikkben szereplő információk forrásmegjelöléseként.